# Tweekamp (quiz)
Tweekamp was een televisie-kennisquiz voor studenten en daarna middelbare scholieren, uitgezonden door de Nederlandse omroep NCRV. 
De eerste versie van het programma eind jaren zestig werd gespeeld met universitaire studenten en gepresenteerd door Kick Stokhuyzen. De vragen waren voor het grote publiek aan de moeilijke kant en daarom sloeg het programma niet aan. Het programma werd ontwikkeld door Dick van Bommel.
Daarom werden vanaf 24 oktober 1972 de studenten vervangen door middelbare scholieren en waren de vragen makkelijker waardoor de kijkers konden meedoen. Van de quiz werden tussen 1972 en 1978 door Dick Passchier en Judith Bosch bijna 150 afleveringen gepresenteerd. De begintune was afkomstig van de Engelse serie Please Sir!. De quiz werd uitgezonden in de vooravond maar bepaalde tijden later en duurde 25 tot 35 minuten.
Erica Terpstra riep, gezeten op een scheidsrechtersstoel en met een bel in haar hand, de namen van de deelnemers en de scholen om en gaf de tussenstand door.

De "heren Krijn en Van Pesch" (dr. H.W. van Pesch en dr. G. Krijn, rector resp. conrector van het Amsterdams Lyceum, die ook de vragen maakten) vormden de jury.
In 1975 werd de 100ste uitzending gevierd en op 20 mei 1978, na bijna 150 uitzendingen, volgde de laatste uitzending.